# ジャン＝バティスト・デエ

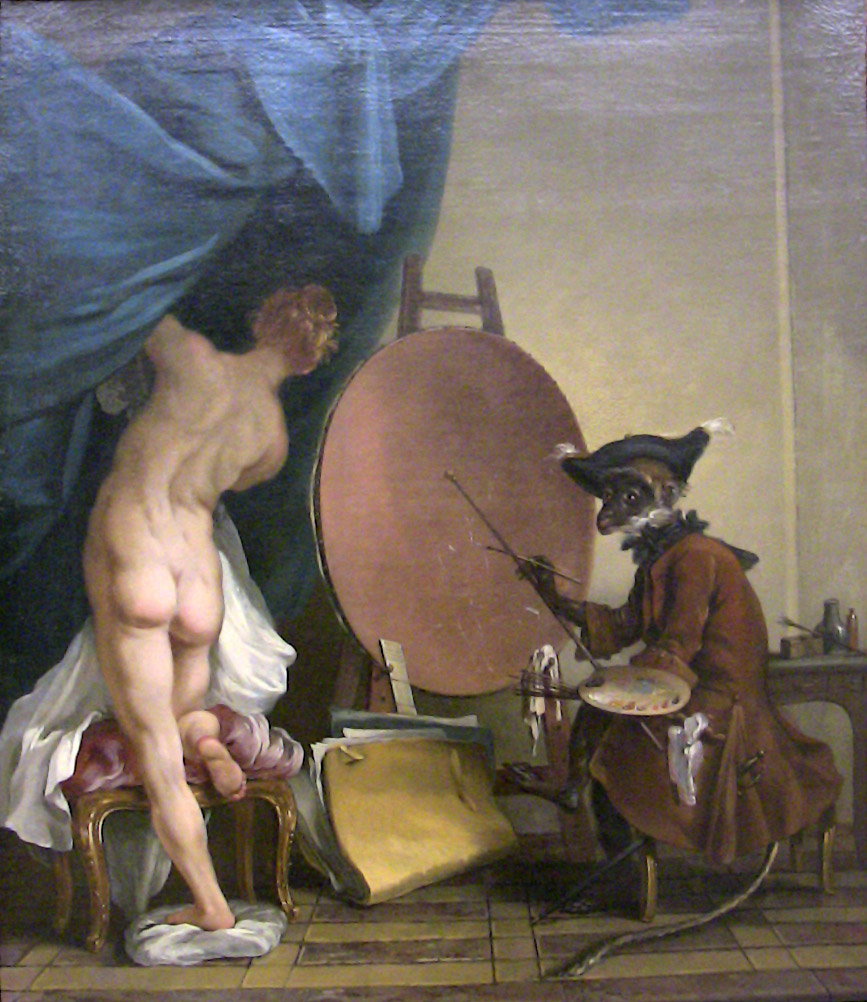
デエ《お猿の画家》ルーアン美術館。「猿のように真似が得意な、模倣者としての芸術家」の寓意。ヨーロッパ絵画史上しばしば芸術家たちに選ばれてきた伝統的主題であり、18世紀にはシャルダンも描いている。

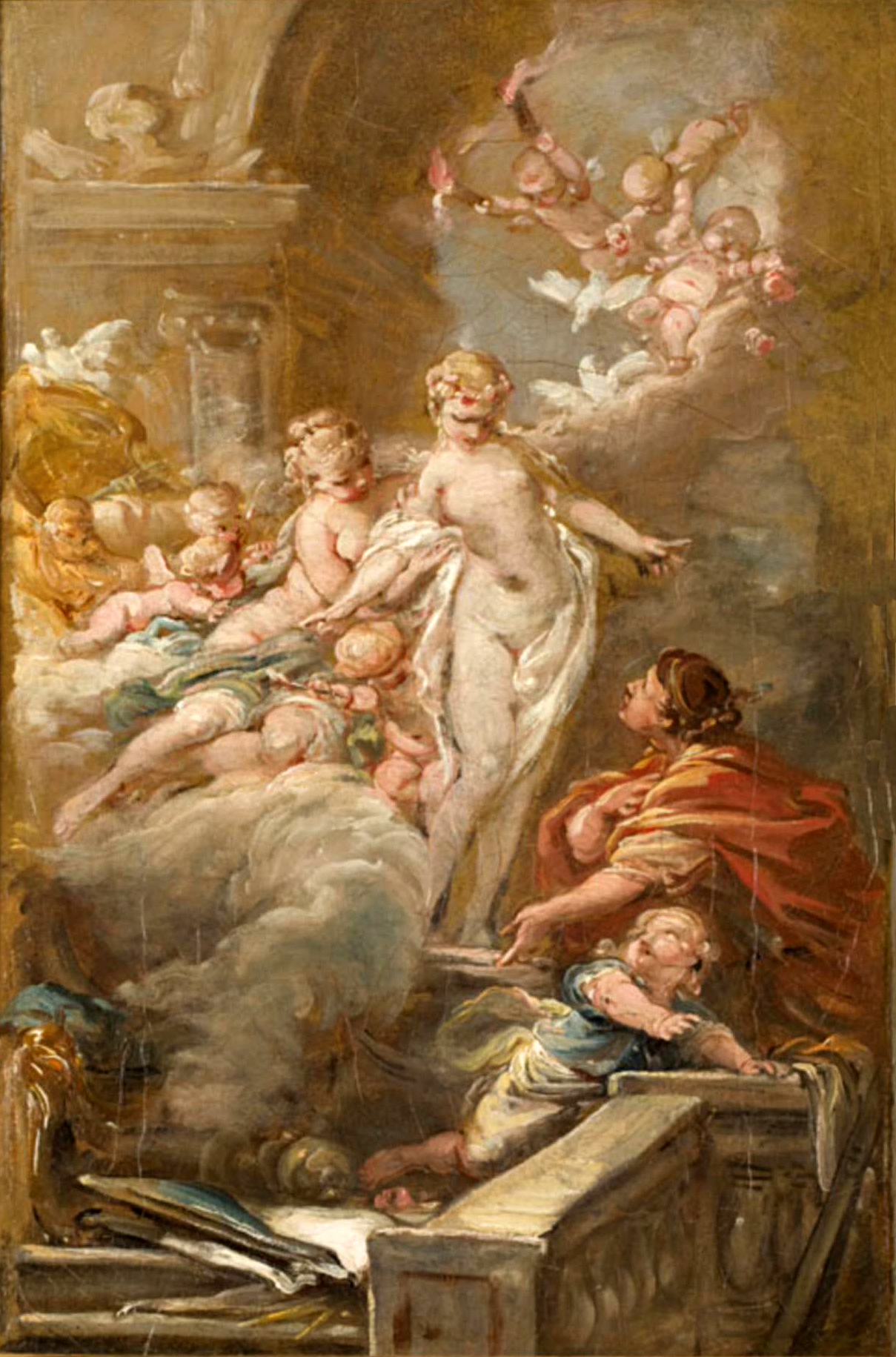
デエ《ピュグマリオンとガラテア》ルーヴル美術館。ローマの詩人オヴィディウスの著作『転身物語』から。自分の作品に恋し、女神に彫像を生身にしてもらった彫刻家の逸話を絵画化するための粗描きの下絵 esquisse。

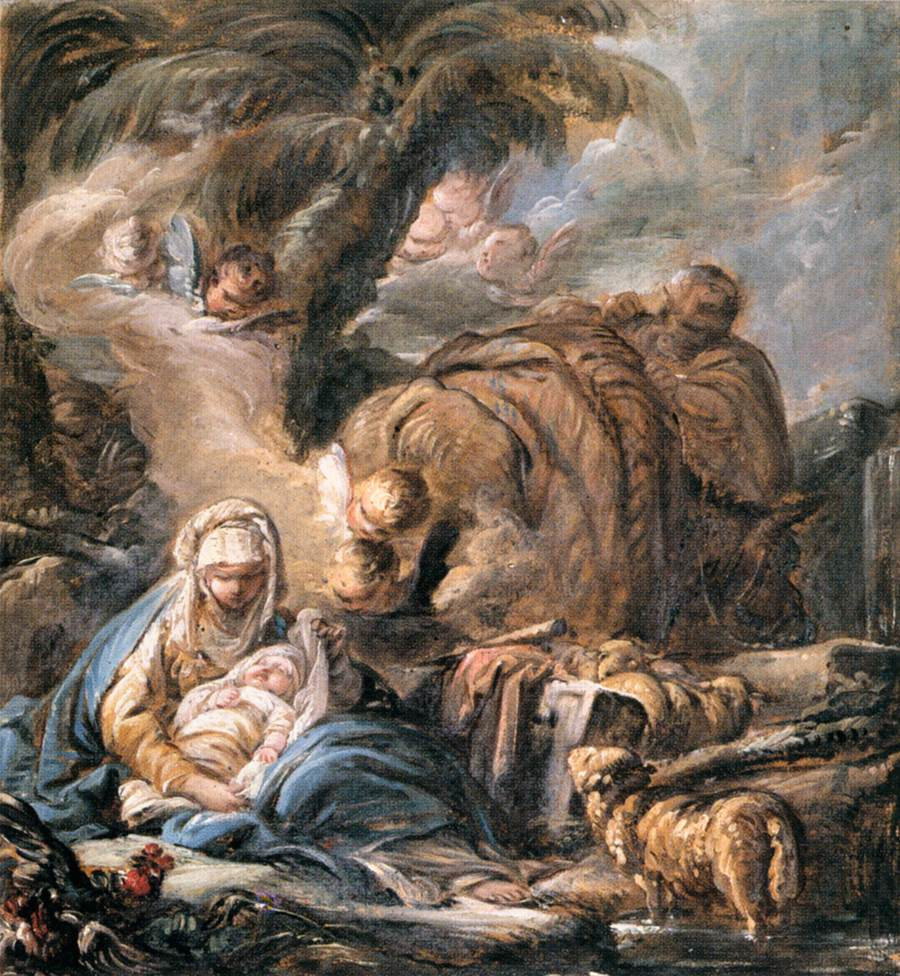
デエ《エジプト逃避上の休息》33ｘ31cm、18世紀（第三四半世紀）、ルーヴル美術館。旧約聖書に取材した完成作のための、小型の油彩雛形エスキース。

ジャン＝バティスト・デエ（Jean-Baptiste Deshays de Colleville、1729年5月26日 ルーアン近くの町コルヴィッル - 1765年2月10日 パリ）は18世紀フランスの画家。

## 修行時代―父親、そしてジュヴネの弟子たちの下で
ルーアンの無名の画家だった父ジャン＝ドミニク（1700年頃の生まれか）の下で絵画術の手ほどきを受ける。ジャン＝バティスト・デカン(Jean-Baptiste Descamps)が校長を務めるルーアンの「無料絵画学校」でしばらく勉強してのち、1740年頃にデエはルーアン出身の画家ジャン・ジュヴネ(Jean Jouvenet)の弟子だったイアサント・コラン・ド・ヴェルモン（Hyacinthe Collin de Vermont)の工房に入門、素描術の基礎を身に着ける。1749年の終わりにデエはジャン・レストゥー(Jean II Restout)の工房に移る。レストゥーはコラン・ド・ヴェルモン同様ジャン・ジュヴネの弟子で、フランスの伝統に基づく歴史画の制作を続けていた。レストゥーの工房でデエは大型の宗教画における劇的な構図の重要性と強烈な色彩を使用することを学んだ。

## ローマ賞受賞
レストゥーの工房で学ぶ間、1750年にデエはローマ賞のコンクールに挑戦し、《ヤコブの結婚に娘をささげるラバン》（所在不明）を提出して二等賞を、1751年には《こやしの丘のヨブ》（所在不明）を提出して一等賞を得る。これによりデエは王家から年金を受給する奨学生となる資格を得た。ローマへ向けて立つ前に、デエは義務として三年間「王立特待生学校」（院長：シャルル＝アンドレ・ヴァン・ロー）で勉強した。この時期にデエは宗教画の注文を数多く受けた（いずれも作品は所在不明）。このころの作品にはルーアンの聖訪問修道院のために制作された《聖母のエリザベト訪問》と《受胎告知》が含まれる。デエはシャルル＝ジョゼフ・ナトワールが院長を務める在ローマ・フランス・アカデミーで修行の最後の時期を過ごした。このイタリア滞在中にデエはラファエロ・サンティやボローニャ派の巨匠たち―ドメニキーノ、グエルチーノ、アンニーバレ・カラッチ―の作品に基づく数多くの素描を制作した。

## 結婚とアカデミー入会
イタリアから帰国すると、デエはゴブランのタピスリー製作所長官フランソワ・ブーシェの長女ジャンヌ＝エリザベート＝ヴィクトワール Jeanne-Elisabeth-Victoire Boucher と1758年に結婚した。同年、王立絵画彫刻アカデミーはデエを準会員 agrée として迎え、1759年には正会員として認めた。入会の際の提出作品の主題は《アキレスに殺されスカマンダー川のほとりに横たわるヘクトル》（モンペリエ、ファーブル美術館）だった。この作品は1759年のサロンに出品された。同年には《偶像崇拝を拒絶する聖アンドレ》（ルーアン美術館）を制作した。幅が狭く縦長の画面に描かれたこの作品は、おそらく早くても1753年頃にルーアンの聖アンドレ教会から制作を依頼された3点の作品のうちのひとつである。このうち《聖アンドレの埋葬》は1758年に完成していた。

## 1761年のサロン
1761年にはデエはまだ王立絵画彫刻アカデミー助教授でしかなかった。だがディドロは同年のサロン批評の中で、デエを17世紀フランス派の芸術家たち―シャルル・ルブランとウスタシュ・ル・シュウール―の伝統に連なるもっとも重要な画家とみなし称賛している。この時のサロンでは聖アンドレ教会のための連作の最後の作品《聖アンドレの鞭打ち》が出品された。この宗教画はすでに描かれていた2点の作品とともに、1761年12月にルーアンの聖アンドレ教会に奉納された。

## 死去
デエは1765年におそらく結核が原因で世を去った。王立絵画彫刻アカデミーのサロンの通算出品回数は4回だった。

## 註
1. ↑  メトロポリタン美術館はこのブーシェの娘の肖像を表現した、ブーシェのデザインに基づくタピスリーがある。cf. メトロポリタン美術館の公式サイトの作品解説
2. ↑  Saint André refusant d’adorer les idoles: <http://sites.univ-provence.fr/pictura/GenerateurNotice.php?numnotice=A1128>

## 作品
- Deshays in Wikimedia Commons
- "Deshays" in Joconde